# Сырково (Псковская область)
Сырково — деревня в Бежаницком районе Псковской области. Входит в состав сельского поселения муниципальное образование «Чихачёвская волость».
Расположена в 52 км к северу от райцентра, посёлка Бежаницы, и в 5 км к северу от волостного центра, села Чихачёво.

## Население
Численность населения по оценке на 2000 год составляла 62 жителя.